# Roodbrauwboomgors
De roodbrauwboomgors (Poospiza rufosuperciliaris synoniem: Hemispingus rufosuperciliaris) is een zangvogel uit de familie Thraupidae (tangaren).

## Verspreiding en leefgebied
Deze soort is endemisch in oostelijk Peru.